# 约翰·高登·梅尔敦
约翰·高登·梅尔敦（John Gordon Melton，1942年9月19日—），是一位美国宗教学者，美国宗教研究会会长，目前是圣巴巴拉加州大学宗教学系的宗教和新兴宗教领域的研究专家。 
作为作家，他撰写了至少25本书籍，包括一些美国宗教与新兴宗教运动的百科全书、手册和年鉴。他居住在圣巴巴拉 (加利福尼亚州)。
他进行研究的领域包括主要宗教传统、新兴宗教、神秘学、超心理学、新纪元运动和吸血鬼。

## 早年
梅尔敦出生在伯明翰 (亚拉巴马州)，是博纳姆·埃德加·梅尔敦和伊内兹·帕克的儿子。1964年，他毕业于伯明翰南方学院（Birmingham Southern College），获得学士学位，随后进入加勒特神学院（Garrett Theological Seminary，在西北大学校园内）攻读神学，1968年获得神学硕士学位。1966年，他与多萝西亚·达德利结婚，二人育有一女，1979年离婚。
1968年，梅尔敦被按立为联合卫理公会的长老，1974-1975年担任伊利诺斯州Wyanet卫理公会教堂的牧师，1975-1980年担任伊利诺斯州埃文斯顿卫理公会教堂的牧师。
梅尔敦继续在西北大学进行研究工作，1975年获宗教历史与文献博士学位，其博士论文调查了当时美国的800个宗教团体，并建立了一个后来得到广泛应用的分类系统。

## 研究方法
梅尔敦的研究着重强调比较宗教团体与宗教运动的原始资料数据，他的研究方法是形态研究、局部研究、教会史研究，以及宗教的现象学。他模仿历史学寻找原始文献资料的方法，通常都与一个教会或宗教团体的领袖或正式代表进行直接的个人接触。这种接触的目的是为了获得该团体主要的宗教文献，以确定其主要的教义和实践。他的调查还包括信徒人数统计、团体历史的详细资料等等。梅尔敦将这些详细资料都收集整理在《美国宗教百科全书》中。

## 主要研究领域

### 新兴宗教现象
梅尔敦相信作为福音派信徒，他能够同时做到赞成基督是救主，以及为基本权辩护。

### 反邪教运动
梅尔敦是反邪教运动（anti-cult movement）组织的主要批评者之一，指出自从殖民地时代起，美国许多神学家、牧师、传教士和护教者都曾被质疑传播异教教训。
梅尔敦对于长期反邪教运动的批评包括拒绝对洗脑概念的解释

## 法院之友
1987年2月10日，梅尔敦和美国心理学会的一群学者一起向加州高等法院递交了一份涉及统一教悬案的“法院之友”（amicus curiæ）摘要。这份摘要声明，关于洗脑和强制说服的假定是无知的思索，基于扭曲的数据。这份摘要将洗脑理论描述为未经科学证实

## 大英百科全书的贡献者
梅尔敦博士是大英百科全书第二多产的贡献者，仅次于牛津大学的物理学家克里斯婷·萨顿博士（24个条目）。他贡献了15个百科条目文章，通常都是关于宗教组织或宗教运动的：奥姆真理教、大卫教派、基督科学教会、普世全胜教会（Church Universal）、Eckankar、福音派教会、上帝之子、Hare Krishna、天堂之门、耶和华见证人、新纪元运动、五旬节运动、人民圣殿教、山达基和威卡教。

## 奥姆真理教
1995年5月，东京地铁沙林毒气事件发生后，美国新兴宗教学者詹姆斯 R.刘易斯和梅尔敦飞往日本，召开记者招待会，确定地声称，根据该团体提供的照片和文件谋杀案的主要嫌疑犯，宗教团体奥姆真理教，不可能制造袭击用的沙林毒气。警察的报告描述他们在奥姆真理教总部发现了秘密的化学武器实验室，每年能够生产数千公斤毒药。后来的调查发现，奥姆真理教不仅制造了用于地铁袭击的沙林毒气，而且还要为此前的化学武器和生物武器袭击负责，包括造成7人死亡、144人受伤的松本沙林毒气事件 。

## 著作

### 书籍
- Prime-Time Religion: An Encyclopedia of Religious Broadcasting （宗教黄金时段，与Phillip Charles Lucas & Jon R. Stone合作），Oryx, 1997.
  - Encyclopedia of American Religions（美国宗教百科全书），Thomson Gale; 第7版（2002），1250pp, ISBN 0-7876-6384-0
- Encyclopedia Of Protestantism（更正教百科全书）, Facts on File Publishing （2005）, 628pp, ISBN 0-8160-5456-8